# Florin Zalomir
Florin Zalomir, född 21 april 1981 i Iași, Rumänien, död 3 oktober 2022 i Otopeni i Ilfov, Rumänien, var en rumänsk fäktare som tog OS-silver i herrarnas lagtävling i sabel i samband med de olympiska fäktningstävlingarna 2012 i London.